# Bruxelles-les-Bains
Pour les articles homonymes, voir BLB.
Bruxelles-les-Bains ou BLB (en néerlandais : Brussel-Bad) était un événement estival mené par la Ville de Bruxelles entre 2003 et 2019. Chaque année, à cheval entre juillet et août, pendant environ 4 à 5 semaines, le quai des Péniches du bassin Béco (sur le canal de Willebroeck) et la place Sainctelette accueillaient des activités ludiques et sportives, ainsi que des plages de sable et d’herbe, des palmiers,… La circulation automobile était interrompue sur cette portion de la voie publique pendant la durée de l’opération, de son installation à son démontage.
Cet événement s'inspirait largement de Paris Plages qui a lieu à Paris. L'idée fut lancée en août 2002 par Freddy Thielemans, bourgmestre de Bruxelles-ville, à l'instar de ce que Bertrand Delanoë avait lancé à Paris.
En 2019, le quai des Péniches étant inaccessible en raison d'un chantier de construction, l'événement est remplacé par Hello Summer,.

## Éditions
- 2003 : 1re édition du vendredi 1er août au dimanche 31 août 2003.
  - Bruxelles-les-Bains fait son apparition pendant les grandes vacances.
- 2004 : 2e édition du vendredi 23 juillet au dimanche 22 août 2004.
- 2005 : 3e édition du vendredi 22 juillet au dimanche 21 août 2005.
- 2006 : 4e édition du vendredi 14 juillet au dimanche 13 août 2006.
  - La thématique de l'évènement de 2006 est " Zen & Bien-être "
- 2007 : 5e édition du vendredi 13 juillet au dimanche 12 août 2007.
- 2008 : 6e édition du vendredi 18 juillet au dimanche 17 août 2008.
  - La thématique de l'évènement de 2008 est " La croisière urbaine "
- 2009 : 7e édition du vendredi 17 juillet au dimanche 23 août 2009.
- 2010 : 8e édition du vendredi 2 juillet au dimanche 22 août 2010.
- 2011 : 9e édition du vendredi 1er juillet au dimanche 7 août 2011.
- 2012 : 10e édition du vendredi 6 juillet au dimanche 12 août 2012.
- 2013 : 11e édition du vendredi 5 juillet au dimanche 11 août 2013.
- 2014 : 12e édition du vendredi 4 juillet au dimanche 10 août 2014.
- 2015 : 13e édition du vendredi 3 juillet au dimanche 9 août 2015.
- 2016 : 14e édition du vendredi 1 juillet au dimanche 7 août 2016.
- 2017 : 15e édition du vendredi 7 juillet au dimanche 13 août 2017.
- 2018 : 16e édition du vendredi 6 juillet au dimanche 12 août 2018.
- 2019 : 17e édition du jeudi 25 juillet au dimanche 25 août 2019.

## Galerie de photos

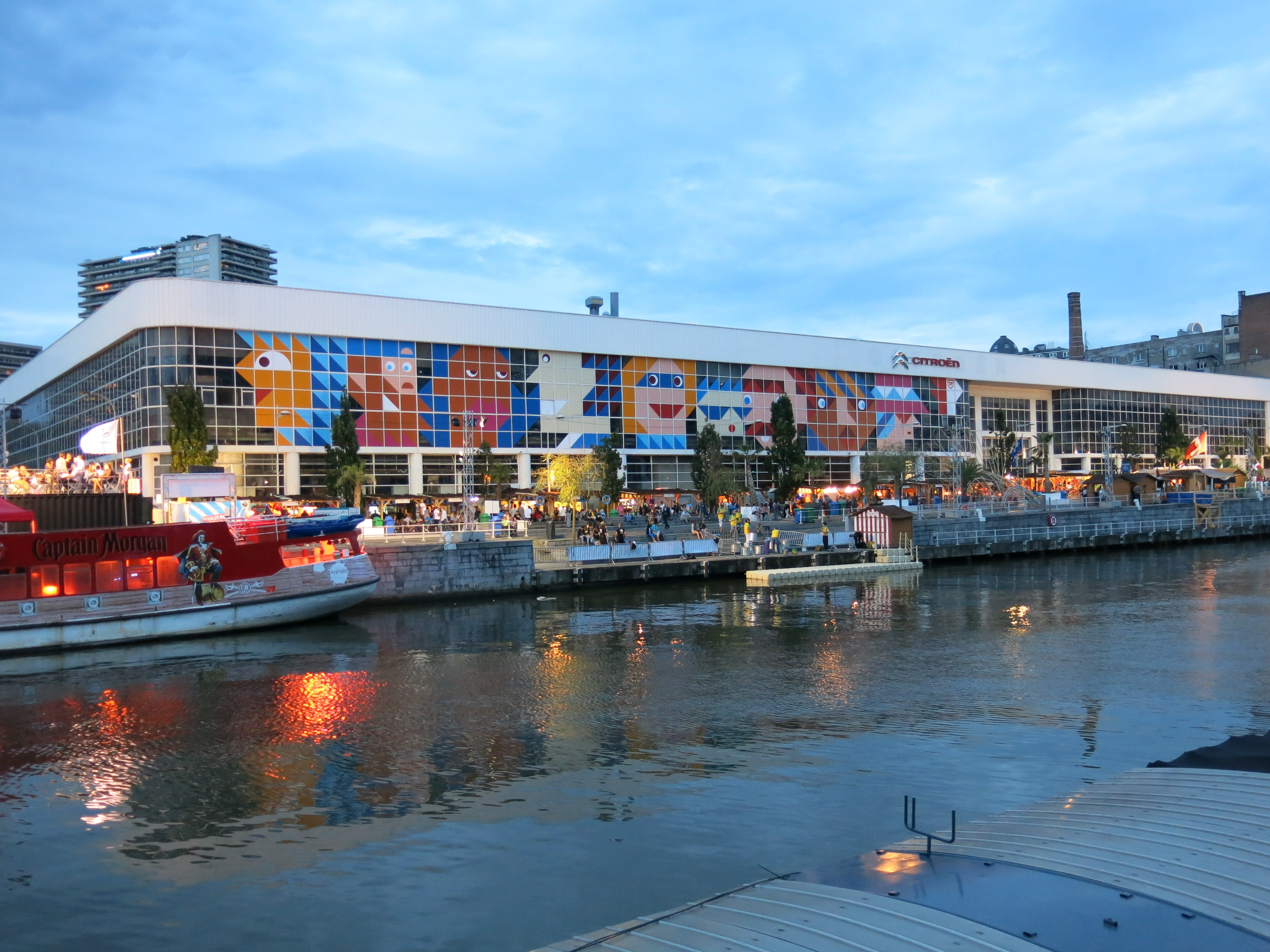
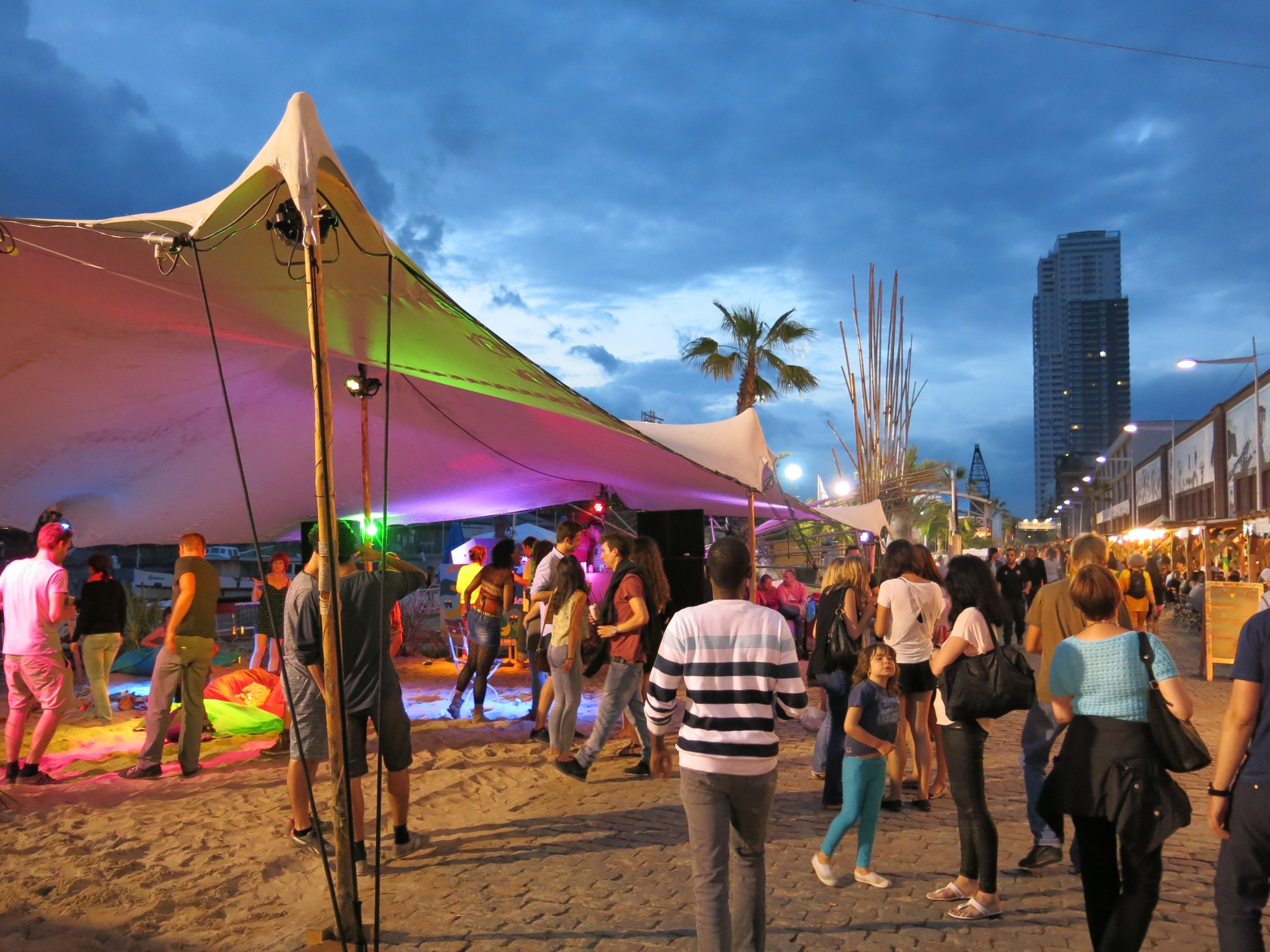

## Événements similaires
Berlin
- Bundespressestrand

Budapest
- Budapest Plàzs

Jérusalem
- Life’s a beach in Jerusalem

Metz Plage
Paris
- Paris Plages

Saint-Quentin
La ville française pionnière de ce genre d’opération est Saint-Quentin (Aisne) dès 1996. Les difficultés sociales d’une partie des 60 000 habitants ont incité la municipalité à transformer la place de l’Hôtel de ville en plage avec sable, jeux et bassins. L’opération se poursuit chaque année depuis lors.
Voir également la rubrique détaillée